# Périclès Grimanelli
Périclès Grimanelli né à Marseille le 18 mars 1847 et mort à Neuilly-sur-Seine (Seine) le 12 décembre 1924, est un avocat et haut fonctionnaire français, préfet de département et directeur des prisons, qui a contribué à une modernisation des tribunaux d'enfants. Il est également essayiste positiviste, admirateur d'Auguste Comte et adepte de Pierre Laffitte. Après la mort de Laffitte en 1903, il devient un des personnages du courant positiviste connu comme Laffittisme.

## Biographie
Périclès Grimanelli naît le 18 mars 1847 à Marseille,. Ses parents sont grecs. Il est élève au lycée Thiers de Marseille où il se distingue par un prix d'honneur en philosophie et un premier prix national de dissertation,. Il étudie à l’université d'Aix et y obtient des licences en droit et ès lettres. En 1868, à 21 ans, il prend la nationalité française. Cela lui permit de s'installer avocat au barreau de Marseille, ce qu’il est jusqu’en 1877.
Entre 1872 et 1876, Grimanelli contribue à des journaux républicains marseillais : L'Égalité,, la Tribune républicaine et le Peuple.

### Avocat à Marseille
Pendant l'insurrection à Marseille en 1870-1871, il est l'avocat républicain qui accueille le 30 mars 1870 dans son cabinet l'entrevue de Gaston Crémieux, chef de l'insurrection, et Giraud Cabasse, représentant du pouvoir. Peu après, il est le défenseur de Charles Alerini, membre de l'Association internationale des travailleurs (AIT), incarcéré pour sa participation à l'insurrection du 7 août 1870 à Marseille, mais libéré le 4 septembre à la proclamation de la République. En juin 1871 Grimanelli est un des douze avocats qui défendent Crémieux et les insurgés devant le tribunal militaire qui les condamne à mort pour l'insurrection du 4 avril 1871. Alerini, réfugié en Espagne, est alors condamné par contumace et c'est encore Grimanelli qui gère son dossier de grâce en 1879. Grimanelli a d'ailleurs présidé en 1876 une réunion privée de 1 200 personnes soutenant la proposition d'amnistie des communards.
Après les troubles de 1870-1871, le gouvernement avait renforcé son contrôle sur le conseil municipal, qui change alors souvent de composition. Périclès Grimanelli devient conseiller municipal de Marseille en novembre 1874 et, à peine trois mois plus tard, ce conseil est dissout par le préfet Jacques de Tracy,.
Après la crise du 16 mai 1877, Grimanelli entre dans l’administration publique. Le 26 décembre 1877 il est nommé secrétaire général de la préfecture, d’abord des Hautes-Pyrénées, mais le 30 décembre la destination est changé en Ariège. Il y croise Octave Mirbeau, qui vient de quitter son poste de chef de cabinet de la préfecture pour devenir rédacteur de l'Ariégeois. Le journaliste Mirbeau n'est pas tendre pour Grimonelli.
Il est encore secrétaire général de l'Aude du 9 octobre 1879 au 12 janvier 1880, puis de Meurthe-et-Moselle avant d’être promu préfet de département en 1881.

### Préfet de département
Sur une période de 20 ans, Grimanelli est à la tête de 7 départements successifs : préfet des Deux-Sèvres (1881-1883), de la Haute-Savoie (1883-1885), du Gard (1885-1889), de la Charente-Inférieure (1889-1893), de l'Oise (1893-1896), de la Loire (1896-1900) et des Bouches-du-Rhône (1900-1901). Alerini, revenu en France en 1881, est pendant sept ans le chef de cabinet du préfet Grimanelli : dans les Deux-Sèvres, dans la Haute-Savoie et dans le Gard. Dans l'Oise, Grimanelli prend son fils Georges comme attaché de cabinet et dans la Loire, Georges est son chef de cabinet.
Dans les Deux-Sèvres, très vite après la promulgation des lois Jules Ferry, il prend l'initiative de la création de multiples écoles rurales et il continue cela en Haute-Savoie.
Dans le Gard, Grimanelli doit affronter la crise de la métallurgie, et il ne peut pas prévenir la faillite des forges de Bessèges en 1889,.
Dans cette période de sa vie, Grimanelli se met en accord à un gouvernement central régissant la politique locale. Il s'immisce dans l'affaire du dossier de Numa Gilly, député du Gard et doit le révoquer deux fois comme maire de Nîmes,,. Plus tard dans sa vie, il souhaite que les préfets soient tenus en dehors de la politique locale. Dans le Gard, il attrape la variole pendant une visite à la maison des détenus. Plus tard, il s'occupera de l'hygiène dans les prisons.
Grimanelli, nommé préfet de la Loire, et son sous-préfet Abeille contrecarrent pendant presque quatre ans le conseil municipal socialiste de Roanne et le maire Augé. Leur attitude est qualifiée de « mauvaise volonté ».
Dans la Loire, il a surtout à gérer la grève des mineurs à Saint-Étienne et la visite, en janvier 1900, de Jean Jaurès comme arbitre entre les mineurs et les compagnies,. Pendant ses quatre années dans la Loire, Grimanelli vit à proximité de la colonie pénitentiaire pour enfants colonie agricole et industrielle de Saint-Genest-Lerpt (maintenant un faubourg de Saint-Étienne). Plus tard, il s'occupera des mineurs délinquants.
À la fin du XIXe siècle, la majorité du conseil municipal de Marseille était devenue socialiste, avec comme maire socialiste Siméon Flaissières. Marseille souffrait d'une vague de grèves qui paralysaient la ville et réduisaient sa prospérité. Le 24 septembre 1900, après la grève du 14 au 29 août 1900 à Marseille, le gouvernement Pierre Waldeck-Rousseau remplace le préfet des Bouches-du-Rhône Paul Joseph François Marie Floret par Grimanelli. Pendant l'accueil officiel, le nouveau préfet et le maire socialiste Siméon Flaissières s'expriment en des termes conciliants : « Le temps et le préfet sont changés ».
En novembre 1900, Paul Kruger, le président du Transvaal en exil après la seconde guerre des Boers, arrive à Marseille et est acclamé par une foule de 60 000 habitants. Le préfet Grimanelli est gêné de ne pouvoir l'accueillir officiellement.
Les grèves à Marseille continuent : Grimanelli doit surtout gérer, avec son secrétaire général Abraham Schrameck, la grève des dockers de mars 1901, qui coïncide avec la visite du ministre Alexandre Millerand,,. La grève réclame d'abord une augmentation de salaire puis la journée de huit heures.
Après neuf mois à Marseille, Grimanelli serait, selon le journal anti-religieux La Calotte, « tombé en disgrâce » car il n'aurait pas voulu laïciser les hôpitaux marseillais et il est nommé par Waldeck-Rousseau, le 16 juillet 1901, Directeur de l'Administration pénitentiaire.

### Administration pénitentiaire
Grimanelli est directeur de l'Administration pénitentiaire, alors dépendant du ministère de l'Intérieur, de 1901 jusqu'à sa retraite en 1907, quand il est remplacé par Abraham Schrameck, son ancien secrétaire général à Marseille. Ensuite il est membre et secrétaire élu du Conseil supérieur des prisons et membre du Conseil de direction de la Société générale des prisons et de son Comité de défense des enfants traduits en justice. Il s'occupe dans ses fonctions à l'Administration pénitentiaire beaucoup de la délinquance juvénile.
Il est favorable à une approche plus éducative que répressive, prenant pour bases les sociétés de patronage les conseils de tutelle (conseils de famille) et un régime d'orthopédie morale (expression tiré de sa conférence L'enfance coupable, 1905). Son rapport de 1905 annonce la nécessité de la réforme de la Loi sur l'éducation et le patronage des jeunes détenus de 1850. Proposant des catégories d'âge au-dessous de 12 ans et de 12 à 18 ans, il lance un avant-projet de loi en 1908-1909. Grimanelli participe également à la création de la loi de 1912 sur les tribunaux pour enfants et adolescents et sur la liberté surveillée.

### Essayiste positiviste
Dès sa jeunesse, Grimanelli est un publiciste qui s'intéresse à la philosophie positive d'Auguste Comte. Déjà en 1868, dans La Morale indépendante, il introduit le concept de « justice positive ». Par la suite il est adepte de Pierre Laffitte, leader du courant orthodoxe du positivisme. Il prête à la Société civile immobilière Pierre Laffitte et Cie, fondée pour acheter la Maison d'Auguste Comte, et en 1900, il devient membre de la Société positiviste (de Paris). Après la mort de Laffitte en 1903, la Société positiviste subit une scission et Grimanelli devient en 1904 cofondateur, avec Émile Corra et Auguste Keufer de la Société positiviste d'enseignement populaire. En 1905 Émile Corra (1848-1934) rompt définitivement l’unité du positivisme français et fonde la Société positiviste internationale. Grimanelli en devient également membre et vice-président en 1906.
Avant 1900, Grimanelli avait contribué incidentellement à La Revue occidentale philosophique, sociale et politique, fondé par Laffitte en 1878. Dès 1901, il y publie une série d'articles regroupés en livre sous le titre La crise morale et le Positivisme. Son livre La Femme et le Positivisme est cité comme un texte sur le féminisme peu différent de l'opinion d'Auguste Comte. Il propose tout de même que nommer des femmes dans l'administration pénitentiaire pourrait avoir un effet bénéfique. Attaché au principe de la société comme base de la morale positive, il devient en 1902 membre de la Société de sociologie de Paris, société d'orientation positiviste fondée en 1896 par René Worms. Grimanelli en est vice-président en 1909-1911 et président en 1912-1913. En 1915 il est élu vice-président de l'Institut International de sociologie.

## Famille
Périclès Grimanelli est marié à Thérèse Granet. Le couple a eu deux filles, Hélène (née en 1869) et Ariane (née en 1870) et un fils, Georges Joseph Grimanelli (né en 1873), futur préfet. Périclès est le beau-frère de Paul Joseph Maximilien Granet, préfet, et d'Étienne Armand Félix Granet, préfet, député et ministre.

## Distinctions
Périclès Grimanelli est nommé officier de la Légion d'honneur, officier de l'instruction publique, commandeur de l'Ordre royal du Cambodge et commandeur de l'Ordre du Sauveur de Grèce.

## Publications
- Paru dans la Revue occidentale[59].
  - (Discours), 1894-5 p. 217 ;
  - Discours sur  « L'éducation des jeunes filles et le rôle social de la femme », 1897-5 p. 211 ;
  - Rapport au Conseil général de la Loire et vote du Conseil au sujet de la statue d'A. Comte, 1900-5 p. 276 ;
  - Distribution des prix de la section marseillaise de l'Association polytechnique (discours), 1901-5 p. 64 ;
  - La crise morale et le Positivisme (série d'articles), 1901-6 p. 289 ; 1902-1, p. 34 ; 1902-2 p. 160 ; 1902-3, p. 310 ; 1902-5, p. 206 ; 1902-6 p. 348 ; 1903-1 p. 29 ; 1903-3 p. 282 ; 1903-4 p. 450 1903-5, p. 587 1903-6 p. 753 ;
  - Célébration du 104e anniversaire de la naissance d'Auguste Comte (allocution), 1902-2 p. 256.
  - Le Pacifisme, 1904-3 p. 249-272 ; [lire en ligne]
  - Morale personnelle, 1904-6 p. 297 ;
  - M. Brunetière et le Positivisme, 1905-1, p. 5 ; 1905-2 p. 117 ; 1905-3 p. 224 ;
  - La réglementation légale du travail, 1905-2 p. 167 ;
  - (Appréciation). « L'Église et la République » d'A. France, 1905-4 p. 392 ;
  - À propos d'un livre de M. Moulièras sur les Zkara, tribu Zenète du Maroc, 1905-6 p. 168 ;
  - L'enfance coupable, 1906-2, p. 209 ; 1906-3 p. 325 ; 1906-4 p. 437 ;
  - À propos du divorce, 1908 ;
  - L'idéologie démocratique et la politique positive, 1922.

- Statistiques pénitentiaires, plusieurs années (1899 : [lire en ligne], 1900 : [lire en ligne], 1901 : [lire en ligne], 1902 : [lire en ligne], 1903 [lire en ligne].
- La crise morale et le positivisme, La Société positiviste, Paris 1903 (publication en livre de la série d’articles dans La Revue occidentale [lire en ligne].
- Sociologie et morale. Communication de P. Grimanelli, in: Revue internationale de sociologie, 1904 p. 91 [lire en ligne]
- La Femme et le Positivisme, 1905 [lire en ligne].
- L'Enfance coupable, conférence faite à Budapest, le 5 septembre 1905, in Revue philanthropique, vol 18, 1905 p. 5-30 et in: Revue Pénitentiaire, février 1906.
- Le vagabondage des mineurs, proposition de loi de M. Étienne Flandin, in : Revue politique et parlementaire, 1908, p. 272-288.
- Avant-projet de loi sur les mineurs de moins de 18 ans, auteurs ou complices d'infractions à la loi pénale. Rapport présenté au Conseil supérieur des prisons au nom de sa sous-commission, par M. Grimanelli, 1908, et Avant-projet de la loi sur les mineurs de moins de 18 ans, auteurs ou complices d'infractions à la loi pénale. Nouveau rapport présenté au Conseil supérieur des prisons pour la deuxième lecture, par M.P. Grimanelli, 1909.
- A scolastic monopoly, in: The Positivist Review, 15 novembre 1909.
- Tribunaux pour enfants, in: La Revue de Paris, 18e année, 1er mars 1911, p. 159-169 [lire en ligne].
- La prévision en sociologie, in: Revue internationale de sociologie, décembre 1911 p. 861.
- Mineurs délinquants, in: Ferdinand Buisson, Nouveau dictionnaire de pédagogie et d’instruction primaire, 1911 [lire en ligne].
- Auguste Comte et la notion de solidarité, Annales de l'Institut International de sociologie, XIII, 1911 p. 159-184 [lire en ligne].
- Quelques réflexions sur le progrès intellectuel, Annales de l'Institut International de sociologie, XIV, 1913 p. 265-287.
- Projet de loi concernant les accidents du travail survenus dans les établissements pénitentiaires. Rapport, 1913 [lire en ligne].
- La Morale positive et le bonheur. Étude de psychologie et de morale positives, Paris, 1924